# Museo degli affreschi Giovanni Battista Cavalcaselle
Il Museo degli affreschi "G.B. Cavalcaselle" è un museo facente parte dei musei civici di Verona. 

## Storia e descrizione
Fu realizzato all'interno del convento di San Francesco al Corso, risalente al XIII secolo, e per questo è annesso anche alla Tomba di Giulietta, aperta nel 1935 da Antonio Avena nel luogo in cui era stata posta l'arca che accolse i corpi di Romeo e Giulietta (secondo una leggenda), facendone una attrazione turistica. 
Il Museo degli affreschi dedicato al grande storico dell'arte veronese Giovanni Battista Cavalcaselle venne inaugurato nel 1975, raccogliendo soprattutto affreschi staccati da palazzi e chiese veronesi, per ragioni per lo più conservativi. Le opere si datano tra il X e il XVI secolo, e comprendono frammenti della decorazione di Altichiero nei palazzi scaligeri, un ciclo di Jacopo Ligozzi eseguito col padre Ermanno, e alcuni affreschi staccati da facciate di palazzi veronesi, tra cui opere dei manieristi Paolo Farinati e Bernardino India. 
In quella che è l'aula della ex-chiesa sono poi raccolti, a rotazione, una serie di dipinti dai depositi del museo di Castelvecchio, soprattutto di autori di scuola veronese del XVI e XVII secolo, tra cui ad esempio un nucleo di opere di Giovanni Francesco Caroto. Nei sotterranei si trovano anfore di origine romana, datate all'incirca I secolo d.C.